# جیدن دانز
جیدن دنس (انگلیسی: Jayden Danns؛ زادهٔ ۱۶ ژانویهٔ ۲۰۰۶) بازیکن فوتبال اهل انگلستان است که در حال حاضر برای باشگاه فوتبال لیورپول در لیگ برتر فوتبال انگلستان بازی می‌کند.
وی همچنین در تیم‌های ملی فوتبال زیر ۱۶ سال انگلستان و زیر ۱۸ سال انگلستان بازی کرده‌است.

## زندگی شخصی
دانز که در شهر لیورپول به دنیا آمد، زمانی که هشت ساله بود به باشگاه فوتبال لیورپول پیوست. پدرش، نیل دانز، نیز قبلاً در شرایط مدرسه‌ای عضوی از این باشگاه بوده‌است.

## دوران باشگاهی

### لیورپول
در ۲۱ فوریه ۲۰۲۴، دانز اولین بازی خود را در لیگ برتر فوتبال انگلستان به عنوان بازیکن تعویضی، به جای لوئیز دیاز، در دقیقه ۸۹ از پیروزی ۴-۱ مقابل لوتون تاون انجام داد.
در ۲۸ فوریه ۲۰۲۴، دانز اولین و دومین گل بزرگسالان خود را برای لیورپول در دور پنجم جام حذفی فوتبال انگلستان در پیروزی ۳-۰ مقابل ساوتهمپتون به ثمر رساند و برای اولین بار جایزه بهترین بازیکن مسابقه را دریافت کرد.